# Mali Vrtop
Mali Vrtop (izvirno srbsko Мали Вртоп) je naselje v Srbiji, ki upravno spada pod Občino Gadžin Han; slednja pa je del Niškega upravnega okraja.

## Demografija
V naselju živi 138 polnoletnih prebivalcev, pri čemer je njihova povprečna starost 56,8 let (52,7 pri moških in 61,2 pri ženskah). Naselje ima 67 gospodinjstev, pri čemer je povprečno število članov na gospodinjstvo 2,24.
To naselje je popolnoma srbsko (glede na rezultate popisa iz leta 2002), a v času zadnjih treh popisov je opazno zmanjšanje števila prebivalcev.
|  |

| Demografija | Demografija     | Demografija     |
| Leto        | Št. prebivalcev | Št. prebivalcev |
| ----------- | --------------- | --------------- |
|             |                 |                 |
|             |                 |                 |
|             |                 |                 |
|             |                 |                 |
| 1948        | 506             |                 |
| 1953        | 508             |                 |
| 1961        | 502             |                 |
| 1971        | 370             |                 |
| 1981        | 298             |                 |
| 1991        | 209             | 208             |
| 2002        | 150             | 150             |
|             |                 |                 |

| Etnična sestava po popisu iz leta 2002 | Etnična sestava po popisu iz leta 2002 | Etnična sestava po popisu iz leta 2002 | Etnična sestava po popisu iz leta 2002 | Etnična sestava po popisu iz leta 2002 |
| -------------------------------------- | -------------------------------------- | -------------------------------------- | -------------------------------------- | -------------------------------------- |
| Srbi                                   | Srbi                                   |                                        | 150                                    | 100,0%                                 |
| Neznano                                | Neznano                                |                                        | 0                                      | 0,0%                                   |